# Alleluia et Sartana, fils de...
Pour plus de détails, voir Fiche technique et Distribution.
Alleluia et Sartana, fils de... (Alleluja e Sartana figli di... Dio) est un western spaghetti italo-ouest-allemand sorti en 1972, réalisé par Mario Siciliano. Comme c'était l'usage en ces années-là, les noms des personnages Alleluja et Sartana ont été intégrés dans le titre sans rapport avec la série canonique de leurs aventures.

## Synopsis
Alleluia et Sartana volent quelques chevaux à un chef de bande appelé Lupo. Ses hommes les poursuivent. Sartana est pris, mais Alleluia s'échappe. Il se déguise en pasteur pour faire évader son comparse. Ils sont, du fait du déguisement, obligés par une jeune femme à contribuer à son projet d'édifier une église. Lupo les démasque cependant et les attaque avec les frères écossais McGregor et deux anglais. Sartana et Alleluia réussissent à vaincre tout le monde et s'en vont continuer leurs aventures ailleurs.

## Fiche technique
- Titre français : Alleluia et Sartana, fils de...[2]
- Titre original italien : Alleluja e Sartana, figli di... Dio
- Titre allemand : 100 Fäuste und ein Vaterunser
- Genre : Western spaghetti
- Réalisation : Mario Siciliano
- Scénario : Adriano Bolzoni
- Musique : Elvio Monti, Franco Zauli
- Production : Otto Retzer pour Metheus Film, Lisa Film
- Photographie : Gino Santini
- Montage : Giancarlo Venarucci Cauderi et Eva Sayn
- Décors : Ovidio Taito
- Costumes : Osanna Guardini
- Maquillage : Duilio Giustini
- Durée : 101 minutes
- Format d'image : 2:35:1
- Pays :  Italie,  Allemagne de l'Ouest
- Dates de sortie :
  - Italie : 22 décembre 1972
  - Allemagne de l'Ouest : 29 décembre 1972
  - France : 29 mai 1974[2]

## Distribution
- Alberto Dell'Acqua (sous le pseudo de Robert Widmark) : Sartana
- Ron Ely : Alleluia
- Uschi Glas : Manuela, veuve Gibbons
- Ezio Marano (sous le pseudo d'Alan Abbott) : Lupo
- Angelika Ott : Teresa
- Dante Maggio (sous le pseudo de Dan May) : père de Lupo
- Wanda Vismara : Geltrude Stein
- Stelio Candelli : Falco
- Enzo Andronico : père O'Connor
- Lars Bloch : le Danois
- Carla Mancini : Julia
- Furio Meniconi (sous le pseudo de Fury Man) : un citoyen de Mossville
- Giulio Massimini : Albert Benson
- Werner Van Husen : Olson

## Critique
Le film n'apporte pas vraiment d'éléments nouveaux, mais les acteurs jouent leur rôle de la façon caricaturale qui convient au genre